# Antonio Lasciac
Antonio Lasciac est un architecte italien (1856-1946) qui travailla en Égypte pendant plus de cinquante ans entre 1882 et 1940.

## Biographie
Né à Gorizia en 1856, il étudie à l'école polytechnique de Vienne. Il vient pour la première fois en Egypte en 1882, pour reconstruire certains bâtiments d'Alexandrie détruits par les bombardements anglais. Il part ensuite en Italie, où il suit plusieurs missions archéologiques dans les années 1890. Il s'installe définitivement en Egypte à partir de 1895, où il travaille pour le compte du khédive Abbas II Hilmi, qui le nomme architecte en chef des Palais khédiviaux à la suite du décès de Fabricius Pasha en 1907. Il occupera cette charge jusqu'au détrônement du khédive en 1914. 
Il continue d'exercer pour des particuliers tels le banquier Talaat Harb pour qui il construit le siège de la Banque Misr dans un style néo-mamelouk, puis prend sa retraite en 1940 et se retire à Gorizia. Il décède au Caire en 1946 alors qu'il était venu rendre visite à sa fille unique Plautilla Skydner. Il est enterré au cimetière catholique du Caire. 
Il construit en tout 30 bâtiments en Égypte (au Caire et à Alexandrie ainsi qu'à Qena), et d'autres encore en Turquie et en Italie. 

## Principales réalisations

### Au Caire
- Palais Saïd Halim Pacha (1896-1900), rue Champollion
- Palais Suarès (1897), devenu par la suite le Risotto Club, construit pour le banquier Raphaël Suares (ar) place Mustafa Kamel
- Palais de la princesse Nimetullah Tewfik (1900), construit sur l'actuelle place Tahrir, devenu dans les années 30 siège du ministère des Affaires Etrangères
- Palais Zaafaran (en) dans le quartier d'Abbassiya, reconstruit en 1902, devenu en 1952 rectorat de l'Université Ain Shams
- Palais Aicha Fahmy (1907) à Zamalek
- Pavillon d'Omar Sultan (1907-1908), prévu pour abriter une collection privée d'objets d'art, détruit dans les années 60
- Palais d'Abedin, reconstruit et élargi entre 1909 et 1911 à la suite de l'incendie de 1891[3]
- Eglise Saint-Pierre-et-Saint-Paul, ou Al-Boutrossiya (1911), avec un intérieur conçu d'après le modèle de la basilique de Ravenne[4]
- Immeubles khédiviaux (1911), vers le 15 rue Emadeddine[5]
- Siège de la Société d'Assurances Générales de Trieste (1911) au 29 rue Qasr el Nil, réalisé dans un style oriental
- Siège historique de la Banque Misr (1924-1927), aujourd'hui musée Talaat Harb
- Immeuble de Groppi, place Talaat Harb[4] ; abritant la boutique du chocolatier suisse éponyme fondée en 1891[5]
- Palais de Tahra (en) (1927), érigé dans le quartier d'El-Qobba pour la mère de Mohammed Taher Pasha, dans un style italien avec son escalier en marbre et ses plafonds en albâtre[6]

### À Alexandrie
- Palais Fatima Al Zahra Haydar (en) (1919), devenu Musée des bijoux royaux (Alexandrie) (en) en 1986
- Gare d’Alexandrie, reconstruite entre 1915 et 1927 pour le roi Fouad[3]
- Galerie Menasce, que Lasciac réalise sur le modèle de la galerie Galleria Vittorio Emanuele II à Milan[7]

### À Nag Hammadi
- Palais Youssef Kemal Pasha (1908), construit pour le prince Youssef Kemal (ar), petit-fils d'Ismail Pasha et fondateur de l'école des Beaux-Arts[8]

### À Istanbul
- Palais khédival de Bebek, aujourd'hui consulat d'Egypte en Turquie. Il mélange le style Art Déco, Beaux-Arts et des formes tirées du rococo ottoman
- Palais khédival de çubuklu (1907), sur la rive asiatique

### À Gorizia
- Villa Rafut ou Villa Lasciac (1909), aujourd'hui du côté slovène de la frontière, érigée dans un style néo-mamelouk

## Galerie

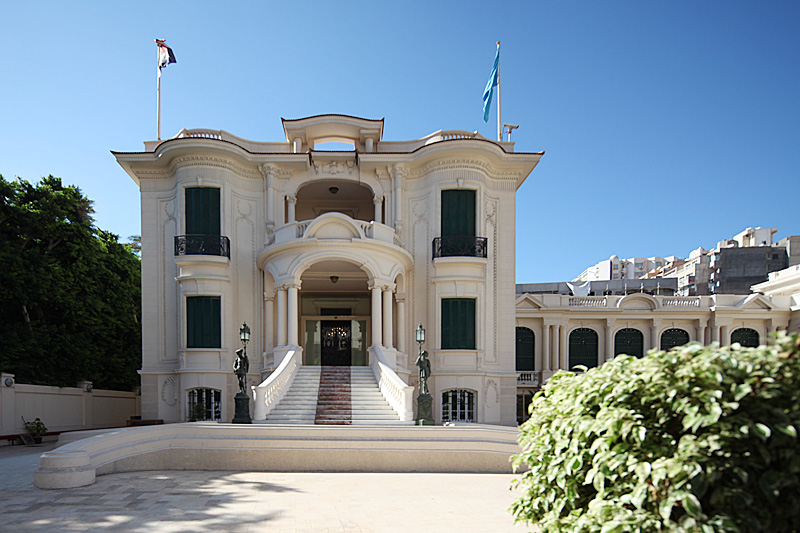
Palais de Fatima al-Zahra construit par Antonio Lasciac en 1919 à Alexandrie en Égypte[9]. Ce palais dont le style s'inspire de la Renaissance italienne abrite aujourd'hui le  Royal Jewelry Museum (en) (Musée des bijoux royaux)
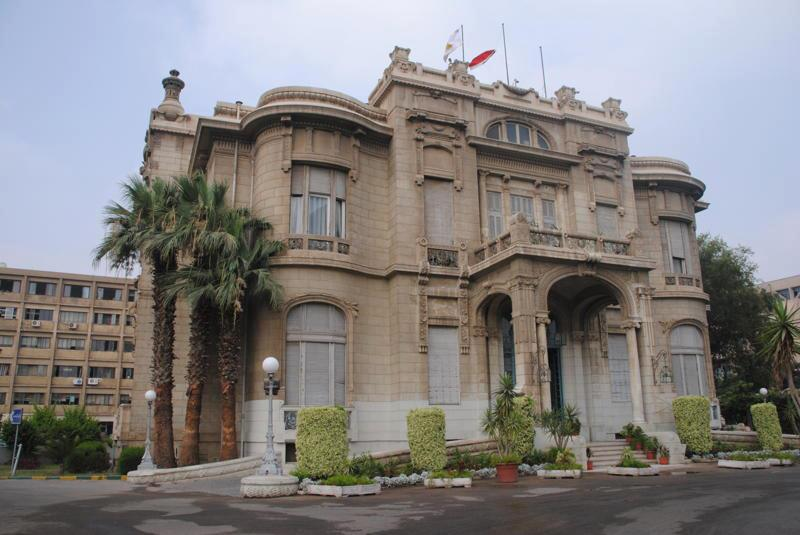
Au Caire, Zaafarana palace (en) (palais Zaafarane), conçu par Antonio Lasciac ; il abrite aujourd'hui l'administration de l'Université Ain Shams
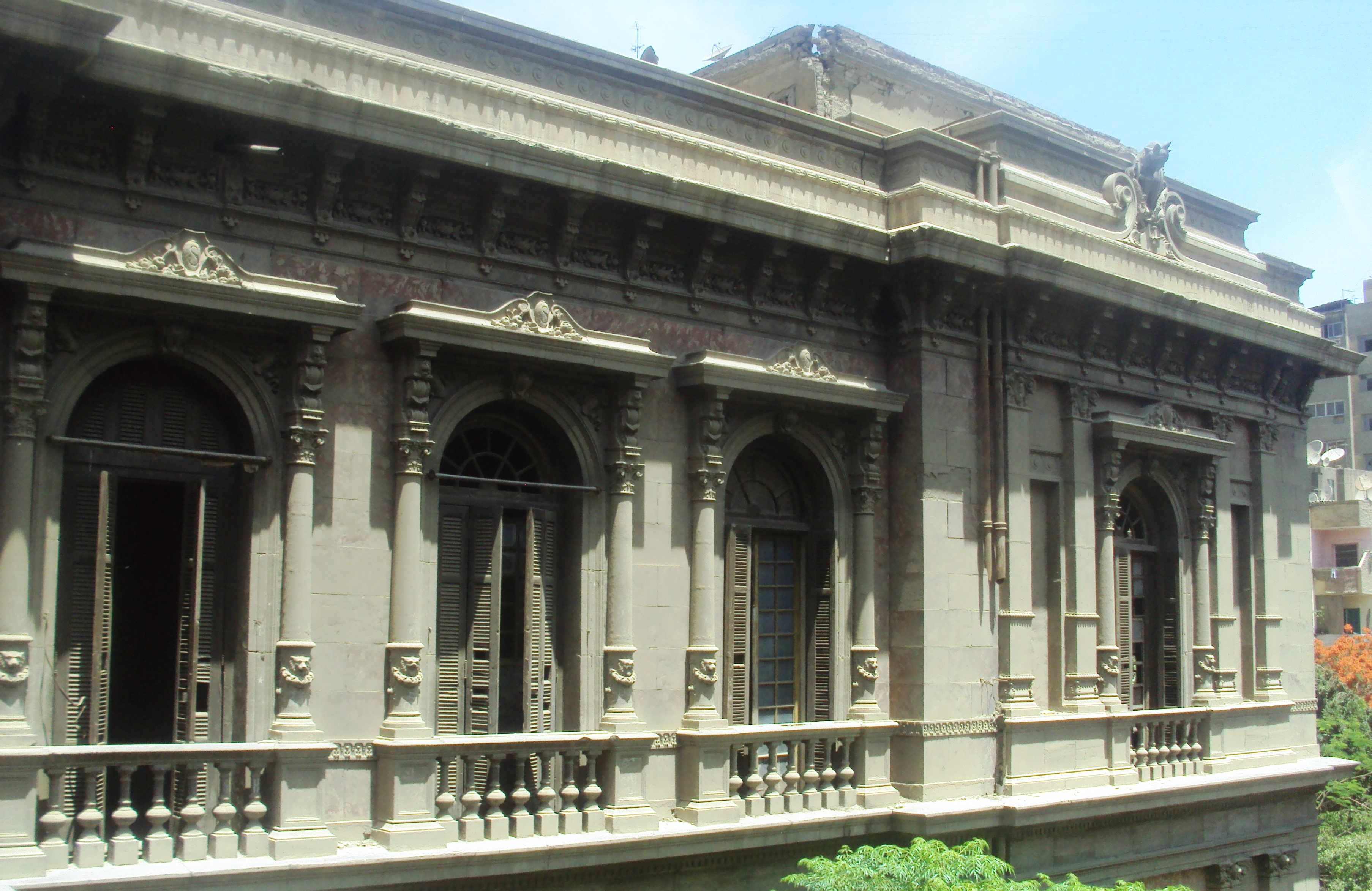
Au Caire, le palais Saïd Halim Pacha rue Champollion, construit par Antonio Lasciac en 1896
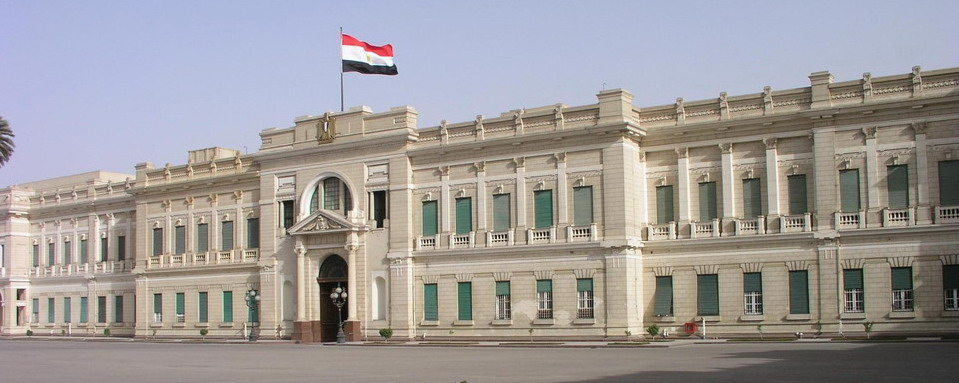
Palais d'Abedin au Caire, reconstruit par Antonio Lasciac entre 1909 et 1911
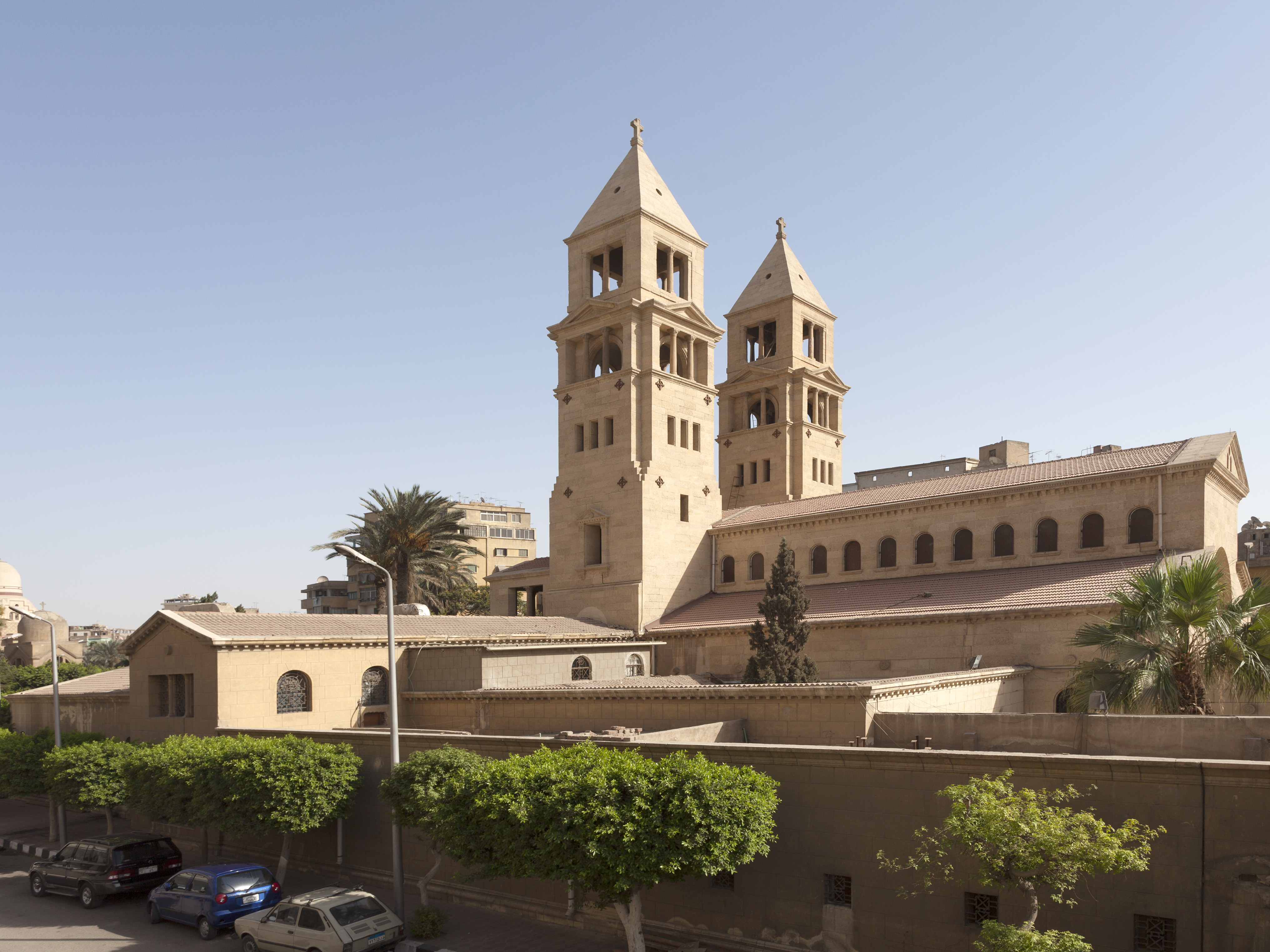
Église Saint-Pierre-et-Saint-Paul (Le Caire)
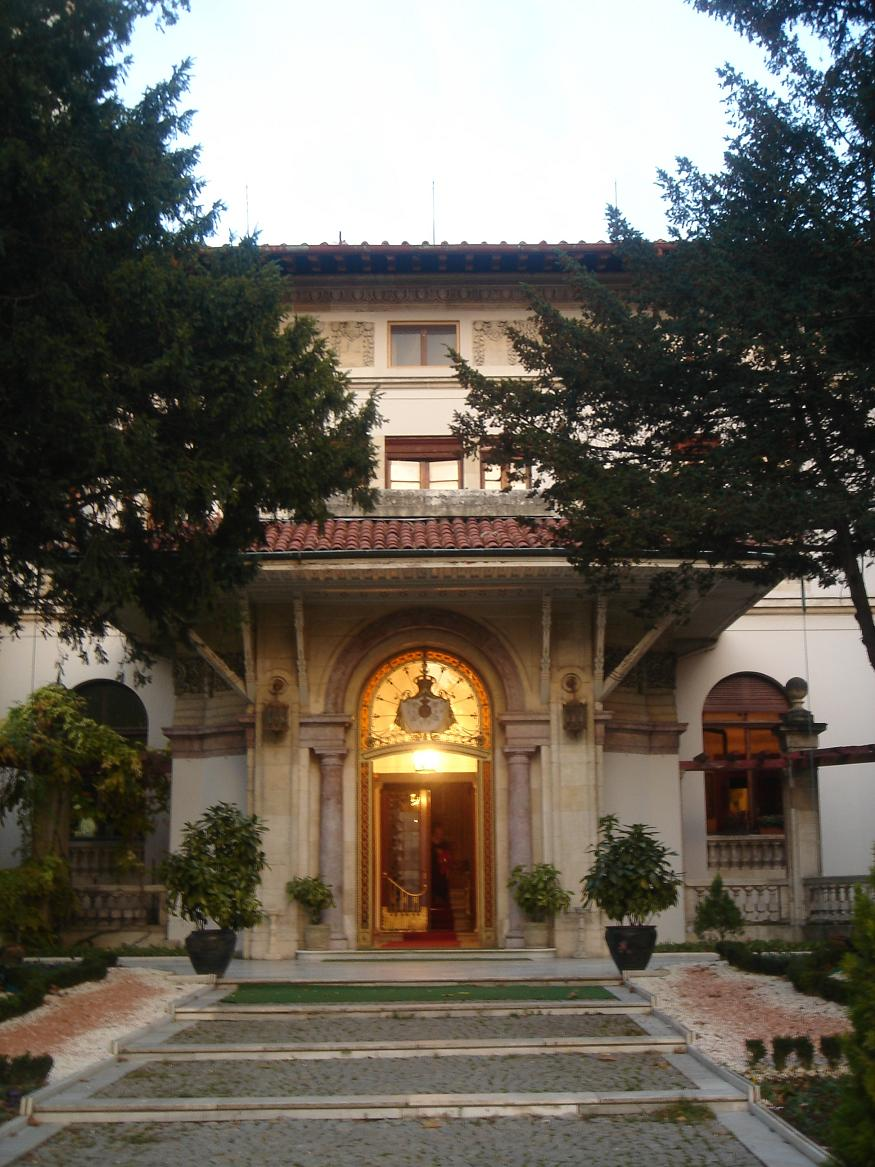
Khedive Palace (en), Palais du khédive d'Égypte Abbas II Hilmi (1874-1944), à Istanbul ; il servait au khédive de résidence d'été sur le Bosphore
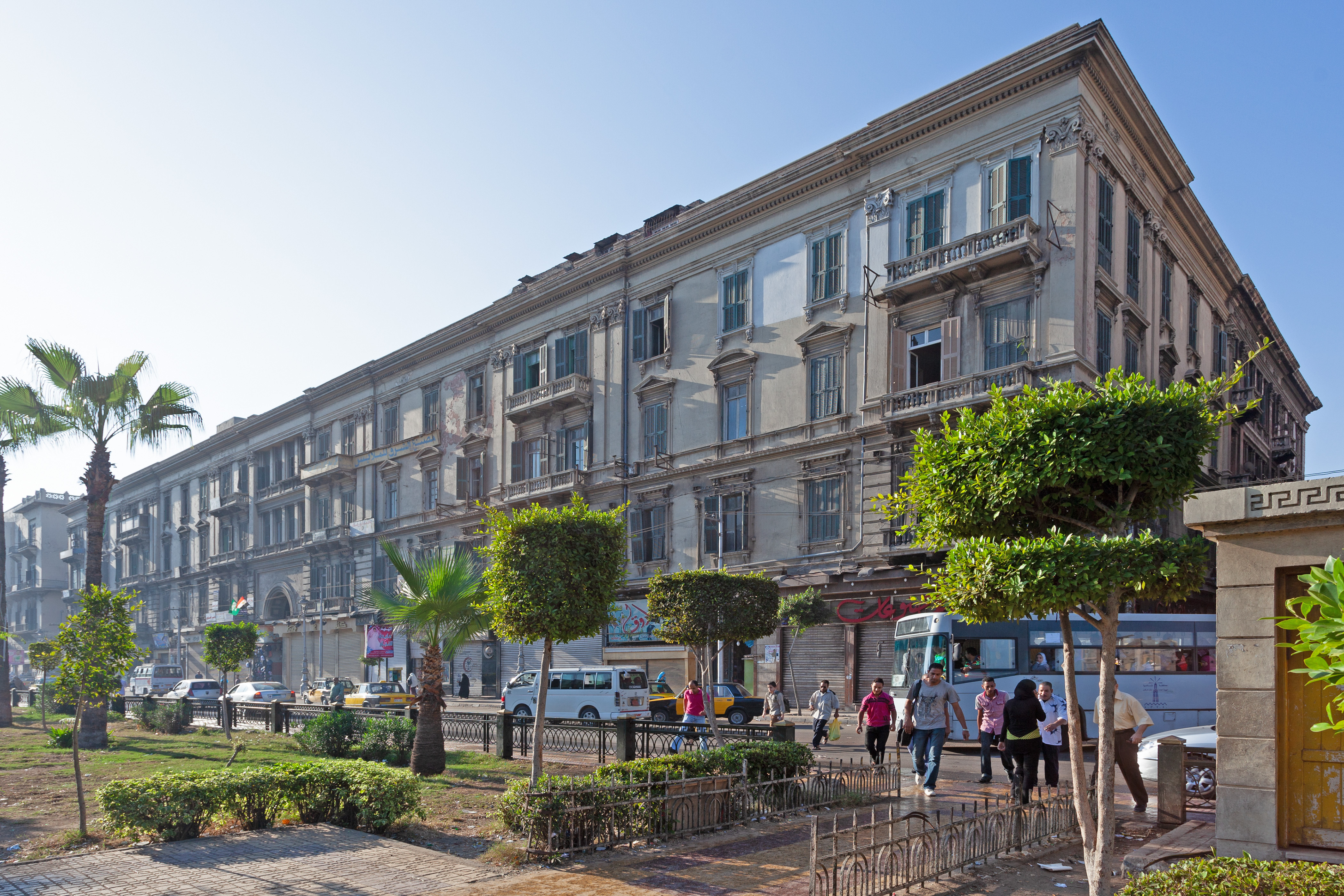
Galerie Menasce à Alexandrie (place Tahrir) construite par A. Lasciac